# 南壘河
南壘河（“南垒”是傣语，意为"追夫河"），發源於中華人民共和國雲南省瀾滄拉祜族自治縣拉巴乡北部芒東，源地海拔2043米，河源段称牡音河。入孟连县改称南垒河。由北向南纵贯孟連傣族拉祜族佤族自治縣东部县境，右岸纳塔拉弄河（以暗河补给），流經景信鄉、臘壘鄉後，出孟连坝向南流，右纳南咤河，于芒信镇左纳南基河。中缅共享很短一段南垒河后，流入缅甸。至孟卡（Mongkhet）轉向東南，在Wan Nawnghok附近匯南覽河（打洛江）後於孟雷注入湄公河。
中国境内河长88.9千米，集水面积1928.7平方千米，落差1133米，多年平均年径流量15.79亿立方米。